# Província de Trebisonda
Trebisonda (turc: Trabzon) és una província de Turquia a la costa de la mar Negra. Situada en una regió estratègicament important, Trebisonda és una de les ciutats portuàries comercials més antigues d'Anatòlia. Les seves províncies veïnes són Giresun a l'oest, Gümüşhane al sud-oest, Bayburt al sud-oest i Rize a l'est. La capital provincial és ciutat de Trebisonda. A la província, hi viu una petita comunitat de musulmans que parlen grec pòntic.

## Districtes
La província de Trebisonda es divideix en 18 districtes (el districte de la capital apareix en negreta):
| - Akçaabat - Araklı - Arsin - Beşikdüzü - Çarşıbaşı - Çaykara - Dernekpazarı - Düzköy - Hayrat | - Köprübaşı - Maçka - Of - Şalpazarı - Sürmene - Tonya - Trebisonda - Vakfıkebir - Yomra |

Els districtes costaners són (d'oest a est): Beşikdüzü, Vakfıkebir, Çarşıbaşı, Akçaabat, Yomra, Arsin, Araklı, Sürmene i Of.
Els districtes interiors són: Tonya, Düzköy, Şalpazarı, Maçka, Köprübaşı, Dernekpazarı, Hayrat i Çaykara.

## Història
Extraordinàriament atractiva durant la seva història, Trebisonda fou el tema de centenars de llibres de viatge per viatgers occidentals, alguns dels quals l'havien anomenada "ciutat de conte a l'Est". La ciutat de Trebisonda va ser fundada com a Trapezus per colonitzadors grecs des de Sinope. Ja des de començaments del segle ix aC, la ciutat és esmentada per historiadors com Homer, Heròdot o Hesíode. La primera font escrita quant a Trebisonda és Anàbasi de Xenofont. Important centre romà i romà d'Orient, fou també la capital de l'Imperi de Trebisonda de 1204 a 1461. Posteriorment, Trebisonda passà a formar part de l'Imperi Otomà per Mehmet el Conqueridor. Inicialment, fou un sandjak abans d'aconseguir l'estatus d'eyalat, i finalment es convertí en un vilayet el 1868. Després que la regió fos conquerida el 1461, Fatih Medrese (1462), Hatuniye Medrese (1515), Skenderpaa Medrese (1529) i Hamzapaa Medrese (1543) s'establiren com a centres educatius importants del període.
La província fou un important lloc de batalles entre les forces otomanes i russes durant la campanya del Caucas en la Primera Guerra Mundial; el conflicte ocasionà la captura de la ciutat de Trebisonda per l'exèrcit rus, comandat pel gran duc Nicolau i Nikolai Judénitx l'abril de 1916. La província tornà a control turc el 1918, després del final de la guerra.

## Atraccions
- Monestir de Sümela.

## Historial de població
- 2000 - 979.081
- 1997 - 858.687
- 1990 - 795.849
- 1985 - 786.194
- 1980 - 731.045
- 1975 - 719.008
- 1970 - 659.120
- 1965 - 595.782
- 1960 - 532.999
- 1955 - 462.249
- 1950 - 420.279
- 1945 - 395.733
- 1940 - 390.733
- 1935 - 360.679
- 1927 - 290.303